# 美國能源部

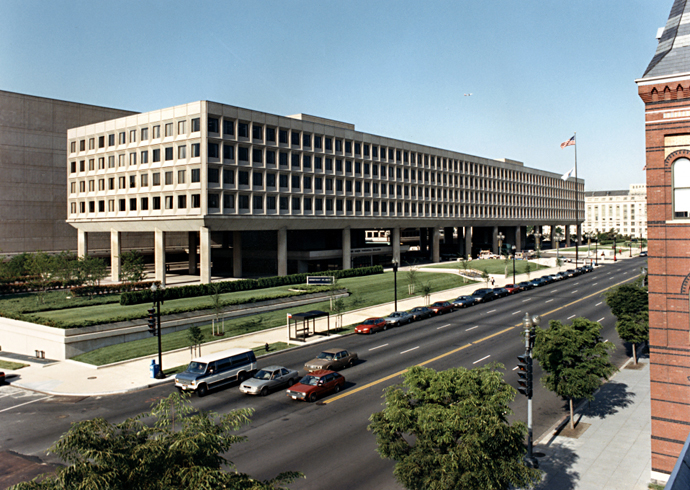
美国能源部总部大楼詹姆斯·V·弗雷斯特大楼。

美國能源部（英語：United States Department of Energy），是美國聯邦政府負責能源政策制定、能源行業管理、能源相關技術研發、管理美国核电和核武器的研发工作等职责的行政部门。
能源部最初旨在能源生產與管理，後主要傾力在發展更好的技術、更有效率的能源以及能源教育上。冷戰落幕後，能源部也投入放射性廢料處理的相關研究以及環境品質的維護。美国能源部还负责监督美国核武器计划、美国海军核反应堆生产、能源相关研究以及国内能源生产和节能。它赞助的物理科学研究比任何其他美国联邦机构都多，其中大部分是通过其国家实验室系统进行的。美国能源部还指导基因学研究，例如人类基因组计划即是源自于該部的一项倡议。

## 沿革
核武先驅橡樹嶺國家實驗室，是曼哈頓計劃的一部份，後來逐漸建立起美國的核能源體系，1970年代戰爭與石油危機，使得1977年成立能源部，指揮上述戰略物資與情資單位做統籌管理。

## 机构设置
美国能源部设部长（Secretary，行政等级第一级）、常务副部长（Deputy Secretary，行政等级第二级）、副部长（Under Secretary，行政等级第三级）、助理部长（Assistant Secretary，行政等级第四级〔相当于司局长级〕）、副部长帮办（Deputy Under Secretary，行政等级第五级〔相当于副司局长级〕）五级官员。
该部门宣布在2022年进行重组，任命新的次长。能源部长下辖机构为：能源部副部长、助理能源部副部长、助理能源部长（国际事务）、助理能源部长（国会和政府事务）、总法律顾问办公室、首席财务官办公室、能源高级研究计划局、美国能源信息署、联邦能源监管委员会、助理能源部长（环境管理）。
委员会
- 联邦能源监管委员会
- 能源部长咨询委员会
- 国家实验室政策委员会
- 能源委员会
- 信贷审查委员会
- 网络空间委员会
- 核安全委员会
- 劳工委员会
- 能源系统采购顾问委员会（ESAAB）

所属办公室、大学、图书馆
- 国家能源大学
- 联邦能源管理委员会（英语：Federal Energy Regulatory Commission）
- 美国国家石油委员会
- 安全办公室
- 应急管理办公室
- 能源部警察
- 国会和府际事务办公室
- 能源统计办公室
- 国家能源图书馆

负责科学和创新的副部长所辖机构
- 科学办公室（英语：Office of Science）
- 能源办公室
- 化石能源助理部长（英语：Assistant Secretary for Fossil Energy）
- 能源效率和可再生能源局（英语：Office of Energy Efficiency and Renewable Energy）
- 核能助理部长（英语：Assistant Secretary of Energy for Nuclear Energy）
- 电力供应和能源可靠性助理部长（英语：Assistant Secretary of Energy for Electricity Delivery and Energy Reliability）
- 印第安能源政策和项目办公室

负责核安全的副部长兼国家核安全局局长所辖机构
- 国家核安全局（英语：National Nuclear Security Administration）
  - 反恐怖和防扩散事务次长帮办
  - 国防核不扩散事务副局长
  - 国防项目事务副局长
  - 海军反应堆事务副局长
  - 国防核安全事务助理局长
  - 应急行动事务助理局长
  - 对外事务助理局长
  - 安全、设施与运营事务助理局长
  - 管理和预算事务助理局长
  - 采购和项目管理事务助理局长
  - 信息管理事务助理局长/首席信息官
- 安全运输办公室（英语：Office of Secure Transportation）

负责基建的所辖机构
- 能源高级研究计划局（英语：Advanced Research Projects Agency - Energy）
- 能源信息局（英语：Energy Information Administration）
- 邦尼维尔电力局（英语：Bonneville Power Administration）
- 东南电力局（英语：Southeastern Power Administration）
- 西南电力局（英语：Southwestern Power Administration）
- 西部区域电力局（英语：Western Area Power Administration）
- 国会和政府间事务助理部长
- 总法律顾问
- 首席财务官
- 企业评估办公室
- 能源政策与系统分析办公室
  - 能源政策办公室
- 情报和反情报办公室（Office of Intelligence and Counterintelligence）
- 贷款项目办公室
- 公共事务办公室
- 中小企业利用办公室
- 国家实验室技术中心
  - 橡树岭国家实验室

其他所属机构
- 美国国家实验室操作委员会
- 环境、健康、安全与保障次长帮办
- 管理办公室
- 首席人力资本官办公室
- 首席人力资源官办公室
- 首席信息官办公室
- 首席技术官办公室
- 首席采购官办公室
- 首席信息安全官办公室
- 民权办公室
- 行政办公室
- 经济影响和多样性办公室
- 听证会和上诉办公室
- 环境管理助理部长
- 遗产管理办公室

### 国家实验室
科学办公室下属
- 劳伦斯伯克利国家实验室
  - 高等光源（英语：Advanced Light Source）
  - 分子铸造厂（英语：Molecular Foundry）
  - 国家能源研究科学计算中心（英语：National Energy Research Scientific Computing Center）
  - 联合基因组研究所
- 橡树岭国家实验室
  - 散裂中子源（英语：Spallation Neutron Source）
  - 纳米相材料科学中心（英语：Center for Nanophase Materials Sciences）
  - 高通量同位素反应堆（英语：High Flux Isotope Reactor）
  - 国家计算科学中心（英语：National Center for Computational Sciences）
- 阿贡国家实验室
  - 新布朗斯威克实验室（英语：New Brunswick Laboratory）
  - 纳米尺度材料中心（英语：Center for Nanoscale Materials）
  - 先进光子源
  - 阿贡串联直线加速器系统（英语：Argonne Tandem Linear Accelerator System）
- 埃姆斯国家实验室
- 布鲁克黑文国家实验室
  - 交变梯度同步加速器
  - 功能纳米材料中心（英语：Center for Functional Nanomaterials）
  - 国家同步輻射光源（英语：National Synchrotron Light Source）
  - 国家同步輻射光源二期（英语：National Synchrotron Light Source II）
  - 相对论性重离子对撞机
- 普林斯顿等离子体物理实验室
  - 国家球形环面实验（英语：National Spherical Torus Experiment）
- SLAC國家加速器實驗室
  - 斯坦福同步辐射光源（英语：Stanford Synchrotron Radiation Lightsource）
- 西北太平洋国家实验室
  - 环境分子科学实验室（英语：Environmental Molecular Sciences Laboratory）
- 费米国立加速器实验室
  - 兆电子伏特加速器
- 托马斯·杰斐逊国家加速器装置

美国国家核安全局下属
- 劳伦斯利福摩尔国家实验室
  - 国家大气排放咨询中心（英语：National Atmospheric Release Advisory Center）
  - 國家點火設施
- 洛斯阿拉莫斯国家实验室
  - 双轴射线液力测试设施（英语：Dual-Axis Radiographic Hydrodynamic Test Facility）
- 桑迪亚国家实验室
  - Z脉冲功率设施

其他美国能源部下属实验室
- 国家能源技术实验室
  - 阿尔巴尼研究中心（英语：Albany Research Center）
- 爱达荷国家实验室
  - 放射与环境科学实验室（英语：Radiological and Environmental Sciences Laboratory）
- 国家可再生能源实验室
- 萨凡纳河国家实验室
  - 萨凡纳河生态学实验室（英语：Savannah River Ecology Laboratory）